# Glen Hart
Pour les articles homonymes, voir Hart.
Glen Hart (né le 31 juillet 1946) est un homme politique provincial canadien de la Saskatchewan. Il représente la circonscription de Last Mountain-Touchwood à titre de député du Parti saskatchewanais depuis 1999.

## Biographie
Né à Cupar en Saskatchewan, Hart occupe plusieurs postes de gestion dans la fonction publique provinciale et fédérale. Il opère également une ferme familiale.
Élu en 1999, il est réélu en 2003, 2007, 2011 et en 2016.